# 星野真里
星野 真里（ほしの まり、1981年7月27日 - ）は、日本の女優。埼玉県上福岡市（現・ふじみ野市）出身。トルチュ所属。本名および旧芸名、星野 真理。

## 来歴
7歳の頃より劇団東俳に所属し、本名の星野真理名義で子役としてCMやテレビドラマに多数出演。1995年にNHK連続テレビ小説『春よ、来い』に出演した頃から本格的に女優として活動を始め、同年には連続ドラマ『3年B組金八先生』第4シリーズに坂本乙女役でレギュラー出演した（2011年の『3年B組金八先生ファイナル』まで出演）。1997年、昼ドラマ『WHO!?』（TBS）で連続ドラマ初主演。1998年には『虹をつかむ男 南国奮斗篇』で映画に初出演した。
1999年頃、芸名を星野真里へ改め、2000年にはJR東海の「X'mas Express2000」第6代ヒロインに選ばれる。2001年には連続ドラマ『新・星の金貨』で直前に降板した鈴木あみに代わり主演に抜擢され、同番組の主題歌「ガラスの翼」でCDデビュー。同年には飯島愛の自伝原作の単発ドラマ『プラトニック・セックス』でも主演し、2002年には連続ドラマ『人にやさしく』で体調不良を理由に降板した加藤あいに代わってヒロイン役を務めている。
2005年の『さよならみどりちゃん』で映画初主演し、乳房を露にしたヌードも披露。第27回ナント三大陸映画祭で主演女優賞を受賞している。2007年、『サムシング・スイート』で舞台初主演。2009年には映画『私は猫ストーカー』や昼ドラマ『おちゃべり』で主演した他、映画『空気人形』で第24回高崎映画祭最優秀助演女優賞を受賞している。
2010年には初エッセイ『星野真里の地味な生活』（朝日新聞出版）を出版し、また連続ドラマ『SOIL ソイル』で主演。2011年には映画『デッドボール』で16歳の少年役を演じ、映画『吉祥寺の朝日奈くん』ではヒロイン役を演じている。2014年には昼ドラマ『シンデレラデート』で主演。2015年には短編映画『もちつきラプソディ』で主演している。
2024年、『きみの継ぐ香りは』で約10年ぶりに連続ドラマで主演した。

## 人物
兄と姉、弟、妹がいる5人きょうだいの真ん中。実家は東武東上線・上福岡駅東口でタバコ屋（上福岡たばこセンター 星野）を経営している。明治・大正期の実業家・政治家星野仙蔵は曽祖父。青山学院中等部・高等部、青山学院大学文学部フランス文学科卒業。学位は文学士（青山学院大学）。
芸能界入りをしたきっかけは、幼い頃に弟が子役をやっており、それに影響されたためであるという。
極度のあがり症でテレビでのフリートークやバラエティ番組は苦手であり、話す声も小さく「司会者泣かせ」とされていたが、そのたどたどしく話す仕草などが有名となり、一時バラエティ番組への出演が増えた。本人は、24歳の時に『踊る!さんま御殿!!』に出演して、極度の上がり症で声も張れずに喋った事が明石家さんまのツボにはまり、他の番組にも呼ばれるようになったことが、バラエティへの出演が増えたことのきっかけになったと語っている。以後さんまの他の番組に出演する度に克服する事なく、その喋りからしてさんまからつけられたあだ名は「彦六師匠(林家彦六)」とつけられた。これを機に『あっぱれ!!さんま大教授』の準レギュラーに抜擢された。
2008年12月14日に行われたホノルルマラソンに出場、目標としていた3時間45分には届かなかったが、4時間24分36秒で完走した（女性参加者674位、女性25-29歳の部88位）。
2011年、かねてより交際していたTBSアナウンサー（当時）の高野貴裕と結婚。2015年7月30日に都内の病院で第1子女児を出産。長女については、国指定の難病「先天性ミオパチー」であることをのちに明らかにしている。

## 出演

### 映画
- 虹をつかむ男 南国奮斗篇（1998年） - 平山咲枝 役
- GO-CON!（2000年） - 梅田志乃 役
- 伝説のワニ・ジェイク（2002年） - シルビア・ホー 役（声優）
- 死に花（2004年） - 井上和子 役
- 感染（2004年） - 安積まどか 役
- さよならみどりちゃん（2005年） - 主演・ゆうこ 役
- MAZE（2006年） - 佐藤満里 役
- 大奥（2006年） - 部屋子 役
- ケータイ刑事 THE MOVIE2 石川五右衛門一族の陰謀〜決闘!ゴルゴダの森（2007年） - 石川小百合 役
- 60歳のラブレター（2009年） - 橘マキ 役
- 私は猫ストーカー（2009年） - 主演・ハル 役
- 今日からヒットマン（2009年） - 稲葉美沙子 役
- 空気人形（2009年） - OL・美希 役
- 携帯彼氏（2009年） - 浅沼美紀 役
- 交渉人 THE MOVIE タイムリミット高度10,000mの頭脳戦（2010年） - 堂ノ上由佳 役
- 失恋殺人（2010年） - 明智文代 役
- デッドボール（2011年） - 鈴木新之助 役
- 吉祥寺の朝日奈くん（2011年） - 山田真野 役
- もちつきラプソディ（2015年） - 主演・美冬 役
- 恋するふたり（2019年） - ヨシミ 役
- 海岸通りのネコミミ探偵（2022年） - 三浦祥子 役

### テレビ

#### 連続ドラマ
- 砂の上の家（1993年8月 - 10月、フジテレビ）
- 夏は秘密がいっぱい!（1994年7月 - 9月、TBS） - 矢野恵子 役
- 春よ、来い（1994年10月 - 1995年9月、NHK「連続テレビ小説」） - 前島いつか 役
- 3年B組金八先生（TBS） - 坂本乙女（第4シリーズから第8シリーズまで）・湯山乙女（ファイナル） 役
  - 第4シリーズ（1995年10月 - 1996年3月）
  - スペシャル9（1998年4月）
  - 第5シリーズ（1999年10月 - 2000年3月）
  - スペシャル10（2001年4月）
  - 第6シリーズ（2001年10月 - 2002年3月）
  - 第7シリーズ（2004年10月 - 2005年3月）
  - スペシャル11（2005年12月）
  - 第8シリーズ（2007年10月 - 2008年3月）
  - ファイナル（2011年3月）
- 詐欺・狙われた実印（1995年1月 - 3月、中部日本放送「ドラマ30」） - 江坂亜希 役
- Age,35 恋しくて（1996年4月 - 6月、フジテレビ） - 島田まどか（14歳）役
- ドク（1996年10月-12月、フジテレビ） - 長瀬奈津美 役
- ガラスの靴 a Cinderella Story（1997年4月 - 6月、日本テレビ） - 江崎久美子 役
- 木曜の怪談'97 悪霊学園（1997年5月、フジテレビ） - 園田梨沙 役
- WHO!?（1997年9月 - 10月、TBS） - 主演・東山風子 役
- イヴ（1997年10月 - 12月、フジテレビ） - 園部美加 役
- ブラザーズ（1998年4月 - 6月、フジテレビ） - 真鍋菜々子 役
- 女教師（1998年7月 - 9月、テレビ朝日） - 上原リカ 役
- 鬼の棲家（1999年1月 - 3月、フジテレビ） - 金本理恵子 役
- L×I×V×E（1999年4月 - 6月、TBS） - 鮎川菜々 役
- QUIZ（2000年4月 - 6月、TBS） - 菅井恭子 役
- バスストップ（2000年7月 - 9月、フジテレビ） - 北原遙 役
- 新・星の金貨（2001年4月 - 6月、日本テレビ） - 主演・森田まひる 役
- 茂七の事件簿 ふしぎ草紙（2001年6月 - 9月、NHK） - お絹 役
  - 茂七の事件簿 新ふしぎ草紙（2002年6月 - 9月）
  - 茂七の事件簿3 ふしぎ草紙（2003年7月 - 8月）
- 人にやさしく（2002年1月 - 3月、フジテレビ） - 榊のぞみ 役
- 年下の男（2003年1月 - 3月、TBS） - 北村亜沙美 役
- ムコ殿2003（2003年4月 - 6月、フジテレビ） - 相川ヒカリ 役
- 天花（2004年6月 - 9月、NHK「連続テレビ小説」） - 佐伯静 役
- 劇団演技者。「ストリップ」（2004年9月 - 10月、フジテレビ） - 立花亜矢 役
- 大奥 第一章（2004年10月 - 12月、フジテレビ） - お玉 役（ナレーション）
  - 大奥 第一章 スペシャル（2005年4月） - お玉 役
- 恋の時間（2005年10月 - 12月、TBS） - 吉村美保 役
- 松本清張 けものみち（2006年1月 - 3月、テレビ朝日） - 武藤美代子 役
- 怪談新耳袋 第5シリーズ（最終夜）（2006年7月、BS-i） - 主演・佐藤瞳 役
- 太閤記〜天下を獲った男・秀吉（2006年10月 - 12月、テレビ朝日） - ねね 役
- 新はんなり菊太郎（2007年1月 - 3月、NHK） - お凛 役
- おちゃべり（2009年3月、毎日放送「ひるドラ」） - 主演・田中彩和子 役
- SOIL ソイル（2010年3月 - 4月、WOWOW） - 主演・小野田正子 役
- ゲゲゲの女房（2010年4月 - 9月、NHK「連続テレビ小説」） - 横山ユキエ 役
- 天使の代理人 エピソード1（2010年9月、東海テレビ） - 佐藤有希恵 役
- 本日は大安なり（2012年1月 - 2月、NHK） - 大崎玲奈 役
- 刑事110キロ（2013年4月 - 6月、テレビ朝日） - 権田千夏 役
  - 刑事110キロパート2（2014年4月 - 6月、テレビ朝日） - 権田千夏 役
- 花咲くあした（2014年1月 - 2月、NHK BSプレミアム） - 花咲香菜 役
- シンデレラデート（2014年11月 - 12月、東海テレビ） - 主演・西村真琴 役
- 60 誤判対策室（2018年5月 - 6月、WOWOW「ドラマW」） - 春名美鈴 役[7]
- いつかこの雨がやむ日まで（2018年8月 - 9月、フジテレビ） - 矢吹千尋 役
- 雲霧仁左衛門4（2018年9月 - 10月、NHK BSプレミアム「BS時代劇」） - 静 役
- GHOSTTOWN 第一夜（Episode1〜3）・第二夜（Episode4〜7）（2019年3月22日・26 日、フジテレビ「FODオリジナル連続ドラマ」） - 山本夕夏 役
- 神の手（2019年6月 - 7月、WOWOW「ドラマW」） - 本村雪恵 役
- ＃居酒屋新幹線（2021年12月 - 2022年2月、MBS・TBS「ドラマイズム」、チャンネル銀河） - 高宮まり（声の出演） 役
  - ＃居酒屋新幹線2（2024年1月 - 3月、MBS・TBS「ドラマイズム」、チャンネル銀河） - 高宮まり（声の出演） 役
- 最高の生徒〜余命1年のラストダンス〜（2023年7月 - 9月、日本テレビ「Zドラマ」） - 伴ふうこ 役[8]
- ビリオン×スクール（2024年7月 - 9月、フジテレビ） - 加賀美零の母 役
- きみの継ぐ香りは（2024年11月 - 12月、TOKYO MX） - 主演・広瀬桜 役（加藤ローサとダブル主演）[9]

##### ゲスト出演
- 君の名は 第105話（1991年8月、NHK） - 美代子 役
- 外科医柊又三郎 第2話（1995年7月、テレビ朝日） - 大杉沙織 役
- しくじり鏡三郎 第16話（1999年7月、NHK） - おとわ 役
- 京都迷宮案内 第2シリーズ 第9話（2000年3月、テレビ朝日） - 望月妙子 役
- 教習所物語 第6 - 最終話（2000年11月 - 12月、TBS） - 来栖千春 役
- 独身3!! 第6話（2003年11月、テレビ朝日） - 亜湖 役
- 離婚弁護士II〜ハンサムウーマン〜 第9話（2005年6月、フジテレビ） - 北詰麻紀 役
- 夜王 〜YAOH〜 第2話（2006年1月、TBS） - 千春 役
- 家族〜妻の不在・夫の存在〜 第6 - 7話（2006年11月 - 12月、朝日放送・テレビ朝日） - 森田さやか 役
- 八州廻り桑山十兵衛〜捕物控ぶらり旅 第1話（2007年5月、テレビ朝日） - おさわ 役
- よろずや平四郎活人剣 第3話（2007年5月、テレビ東京） - おもん 役
- 警視庁捜査一課9係 第2シリーズ 第7話（2007年6月、テレビ朝日） - 鈴里奈緒 役
- 刺客請負人 第6話（2007年8月、テレビ東京） - のえ 役
- さくら署の女たち 第9話（2007年9月、テレビ朝日） - 増井紀代 役
- ケータイ刑事 銭形海 2ndシリーズ 第9話（2007年12月1日、BS-i） - みどり（怪盗マリン） 役
- 幻十郎必殺剣 第2話（2008年1月、テレビ東京） - お歌 役
- 刑事の現場 第4話（2008年3月、NHK） - 竹内日出子 役
- キミ犯人じゃないよね? 第3話（2008年4月、テレビ朝日） - 君津奈々 役
- その男、副署長〜京都河原町署事件ファイル〜 第2シリーズ 第7話（2008年8月、テレビ朝日） - 田村理香子 役
- 四つの嘘 第6 - 最終話（2008年8月 - 9月、テレビ朝日） - 桑野君子 役
- ハンチョウ〜神南署安積班〜 第2話（2009年4月、TBS） - リサ 役
- メイド刑事 第8話（2009年8月、テレビ朝日） - 椿沙織 役
- ケータイ刑事 銭形命 第9話「恋愛泥棒マリン再び現る!〜謎の怪盗予告事件」（2009年8月29日、BS-TBS） - ミス・リー（怪盗マリン） 役
- ROMES/空港防御システム 第3 - 7話（2009年10月 - 11月、NHK） - レフト（深川秋子） 役
- 浅見光彦〜最終章〜 最終話（2009年12月16日、TBS） - 野沢光子 役
- 警視庁失踪人捜査課 最終話（2010年6月11日、朝日放送・テレビ朝日） - 矢沢翠 役
- 医龍-Team Medical Dragon-3 第7話（2010年11月25日、フジテレビ） - 佐藤理恵 役
- 龍馬伝 最終話（2010年11月28日、NHK「大河ドラマ」） - 近江屋スミ 役
- FACE MAKER 第10話（2010年12月9日、読売テレビ） - 柏木さとみ → 杉原マリエ　役
- 遺留捜査 第8話（2011年6月1日、テレビ朝日） - 水嶋容子 役
- 秘密諜報員 エリカ 第5話（2011年11月3日、読売テレビ） - 藤村しおり 役
- 家族八景 Nanase,Telepathy Girl's Ballad 第9話 - 最終話（2012年3月15日・22日、毎日放送・TBS） - 市川季子 役
- トッカン 特別国税徴収官 第5 - 8話（2012年8月 - 9月、日本テレビ） - 碇喜理子 役
- 宮部みゆきミステリー パーフェクト・ブルー 第1話（2012年10月8日、TBS） - 藤実咲子 役
- 信長のシェフ 第5・6話（2013年2月、テレビ朝日） - お市 役
  - 信長のシェフ 第2部 第8話（2014年9月、テレビ朝日） - お市 役
- 相棒 Season11 最終話（2013年3月20日、テレビ朝日） - 君原いずみ 役
- 刑事のまなざし 第5話（2013年11月4日、TBS） - 小出奈緒子 役
- ごちそうさん 第68話 - 第71話（2013年12月17日 - 20日、NHK「連続テレビ小説」） - 谷川ふみ 役
- 鼠、江戸を疾る 第3話（2014年1月23日、NHK） - お常 役
- ラスト・ドクター〜監察医アキタの検死報告〜 第3話（2014年7月25日、テレビ東京） - 志田早苗 役
- 吉原裏同心 第9話（2014年8月28日、NHK） - 柳里 役
- 東京スカーレット〜警視庁NS係 最終話（2014年9月9日、TBS） - 坂口由利恵 役
- 三匹のおっさん2〜正義の味方、ふたたび!!〜 第2話（2015年5月1日、テレビ東京） - 中村真智子 役
- 別れたら好きな人 第39話（2015年11月20日、東海テレビ） - 真琴 役
- マネーの天使〜あなたのお金、取り戻します!〜 第2話（2016年1月14日、読売テレビ） - 山名美優 役
- 立花登青春手控え 第6話（2016年6月17日、NHK BSプレミアム） - おなか 役
- べっぴんさん 第144話（2017年3月24日、NHK「連続テレビ小説」） - 美幸 役[10]
- 弱虫ペダルSeason2 第7話（2017年9月29日、BSスカパー!） - 御堂筋の母 役
- 奥様は、取り扱い注意 第4話（2017年10月25日、日本テレビ） - 西条美佐子 役
- 赤ひげ 第6話（2017年12月8日、NHK BSプレミアム） - おふみ 役
- 初めて恋をした日に読む話 第7 - 8話（2019年2月 - 3月、TBS） - 山下（吉川）優華 役
- イノセンス 冤罪弁護士 第8話（2019年3月9日、日本テレビ） - 松ヶ下玲子 役
- 東京独身男子 最終話（2019年6月8日、テレビ朝日） - 榊みのり 役
- BARレモン・ハート 年末スペシャル2部（2019年12月30日、BSフジ） - 鏑木マキ 役
- アリバイ崩し承ります 第2話（2020年2月8日、テレビ朝日） - 浜沢杏子 役
- 家政夫のミタゾノ 第6話（2020年7月10日、テレビ朝日） - 八木翔子 役[11]
- ライオンのおやつ 第1 - 5話（2021年6月 - 7月、NHK BSプレミアム「プレミアムドラマ」） - 千春 役
- 二月の勝者-絶対合格の教室- 第4話（2021年11月6日、日本テレビ） - 武田香織 役
- 正直不動産 第1話（2022年4月5日、NHK） - 石田真紀 役[12]
- 孤独のグルメ Season10 第3話（2022年10月22日、テレビ東京） - 鮫島京子 役
- invert 城塚翡翠 倒叙集 第2話（2022年12月4日、日本テレビ） - 末崎絵里 役[13]
- リエゾン -こどものこころ診療所- 第1話（2023年1月20日、テレビ朝日） - 柚木雪枝 役
- 今野敏サスペンス 機捜235×強行犯係 樋口顕 第3話（2023年2月10日、テレビ東京） - 池永恵 役
- スタンドUPスタート 第9 - 最終話（2023年3月15日 - 29日、フジテレビ） - 河野幸 役[14]
- 正義の天秤 Season2 第4話（2023年5月27日、NHK） - 梅津亜矢子 役
- 心霊内科医 稲生知性2 第3 - 4話（2023年12月28日 - 29日、フジテレビ） - 内山詩織 役
- GO HOME〜警視庁身元不明人相談室〜 第9 - 最終話（2024年9月21日 - 28日、日本テレビ） - 堀口由理恵 役
- 全領域異常解決室 第5話（2024年11月6日、フジテレビ） - 生嶋未智 役[15]
- 東京サラダボウル 第6話（2025年2月11日、NHK総合・NHK BSP4K） - 鴻田晴海 役[16]
- 日本一の最低男 ※私の家族はニセモノだった 第8話（2025年2月27日、フジテレビ） - 枝久仁子 役[17]
- スティンガース 警視庁おとり捜査検証室 第4話（2025年8月12日、フジテレビ） - 沢村広海 役[18]

#### 単発ドラマ
- 世にも奇妙な物語 '91冬の特別編「23分間の奇跡」（1991年12月26日、フジテレビ）
- 領収書物語3「恥ずかしくて」（1994年12月26日、関西テレビ）
- 検事調書の余白「花ことば」（1996年1月14日、NHK BS2）
- TOKYO23区の女「文京区の女」（1996年4月12日、フジテレビ） - 主演・河野ときこ 役
- あかね雲（1999年8月5日、毎日放送） - 玉村美保 役
- 慎吾ママドラマスペシャル おっはーは世界を救う（2001年1月8日、フジテレビ） - ミホ 役
- プラトニックセックス17歳の青春編・20歳の純愛編（2001年9月24日・28日、フジテレビ） - 主演・須川加奈（遠藤愛(飯島愛)） 役
- 女子刑務所東三号棟3（2001年9月30日、TBS） - 原島リカ 役
- 怪談百物語「耳なし芳一」（2002年10月22日、フジテレビ） - かる 役
- 成りあがり（2002年11月23日、フジテレビ） - 川口里美（永吉の妻） 役
- 恋とおしゃれと男のコ（2002年12月7日、BS-i） - 主演・宮園さち 役
- 赤ひげ（2002年12月28日、フジテレビ） - お杉 役
- 恋する日曜日 ファーストシリーズ「ウェディング・ベル」前編・後編（2003年4月6日・13日、BS-i） - 主演・吉野さくら 役
- 松本清張サスペンス特別企画・霧の旗（2003年9月16日、TBS） - 柳田桐子 役
- 大奥スペシャル〜幕末の女たち〜（2004年3月26日、フジテレビ） - 雪江 役
- やがて来る日のために（2005年5月6日、フジテレビ「金曜エンタテイメント」） - 上田由紀 役
- 恋する日曜日 セカンドシリーズ 第9話「バージン・ロード」（2005年5月29日、BS-i） - 主演・犬山弥生 役
- 二十四の瞳（2005年8月2日、日本テレビ） - 山石早苗 役
- 金田一少年の事件簿 〜吸血鬼伝説殺人事件〜（2005年9月24日、日本テレビ） - 湊青子 役
- 名探偵赤冨士鷹 第2話（2005年12月30日、NHK） - 羽立瑠璃子 役
- 黒いバッグの女（2006年1月5日、テレビ朝日） - 古川薫 役
- 風林火山（2006年1月8日、テレビ朝日） - 於琴姫 役
- 警視庁三係・吉敷竹史シリーズ2 灰の迷宮（2006年1月16日、TBS「月曜ミステリー劇場」） - 茂野恵美 役
- 松本清張スペシャル・指（2006年2月21日、日本テレビ「DRAMA COMPLEX」） - 鈴木香織 役
- 4 Stories 4 Roades「デートスカウトの彼女」（2006年7月8日、BS日テレ） - 主演・メグミ 役
- 松本清張特別企画 強き蟻（2006年7月19日、テレビ東京「水曜ミステリー9」） - 宮原素子 役
- 十津川警部シリーズ37 特急あずさ殺人事件（2006年10月2日、TBS「月曜ゴールデン」） - 新井優子 役
- 関ジャニ∞青春ドラマシリーズ「ダブル〜複体〜」（2006年12月28日、関西テレビ） - 清野美月 役
- ひとりぼっちの君へ（2007年2月16日、毎日放送「ドラマ30」） - 高原絢 役
- 法医学教室の事件ファイル24（2007年2月24日、テレビ朝日「土曜ワイド劇場」） - 中谷梓 役
- 必殺仕事人2007（2007年7月7日、朝日放送・テレビ朝日） - 佐知 役
- 不倫調査員・片山由美9 黒髪人形・尼寺殺人事件（2007年9月19日、テレビ東京「水曜ミステリー9」） - 川島早苗 役
- 浅見光彦シリーズ24 漂泊の楽人（2007年10月15日、TBS「月曜ゴールデン」） - 漆原肇子 役
- 結婚詐欺師（2007年11月18日、WOWOW「ドラマW」） - 曽田理恵 役
- 点と線（2007年11月24日、テレビ朝日） - 仲居 役
- 吉原炎上（2007年12月29日、テレビ朝日） - 浅井雪乃（白妙） 役
- 徳川風雲録 八代将軍吉宗（2008年1月2日、テレビ東京「新春ワイド時代劇」） - 春菜 役
- 今日は渋谷で6時（2008年1月5日、フジテレビ） - 成瀬幸 役
- 徳川家康と三人の女（2008年3月15日、テレビ朝日） - 淀殿（茶々） 役
- 奥様は警視総監3（2008年7月11日、フジテレビ「金曜プレステージ」） - 藤和水樹 役
- ヒットメーカー 阿久悠物語（2008年8月1日、日本テレビ） - 山口百恵 役
- 恋のから騒ぎ 〜Love StoriesV〜「電報を打つ女」（2008年10月10日、日本テレビ） - さおり 役
- the波乗りレストラン（2008年11月1日-9日、日本テレビ） - もぐたん 役
- 男装の麗人〜川島芳子の生涯〜（2008年12月6日、テレビ朝日） - 婉容 役
- 博多 はたおと（2008年12月12日〔全国放送2009年2月11日〕、NHK福岡「福岡発地域ドラマ」） - 主演・柴田春子 役
- 終着駅の牛尾刑事VS事件記者・冴子8 致死海流（2008年12月20日、テレビ朝日「土曜ワイド劇場」） - 宇根沢望 役
- 寧々〜おんな太閤記（2009年1月2日、テレビ東京「新春ワイド時代劇」） - やや 役
- 松本清張生誕100年特別企画 黒の奔流（2009年3月4日、テレビ東京「水曜ミステリー9」） - 横山リエ 役
- 断絶（2009年10月3日、テレビ朝日） - 相澤沙希 役
- ハッピーバースデー（2009年11月21日、フジテレビ） - 星なつき 役
- 松本清張ドラマスペシャル 山峡の章（2010年1月29日、フジテレビ「金曜プレステージ」） - 朝川伶子 役
- 剣客商売スペシャル -道場破り-（2010年2月5日、フジテレビ「金曜プレステージ」） - おしの役
- やまない雨はない（2010年3月6日、テレビ朝日） - 倉嶋泰子（青年期） 役
- アザミ嬢のララバイ 第2話「愛を、更新する。」（2010年4月28日、毎日放送） - 主演・岩瀬織江 役
- 交渉人 遠野麻衣子・最後の事件（2010年6月26日、テレビ朝日「土曜ワイド劇場」） - 木下美也子 役
- 事故専務（2011年2月5日、山梨放送） - 岡山ゆり 役
- 検事・朝日奈耀子10 （2011年2月12日、テレビ朝日「土曜ワイド劇場」） - 塩屋奈津子 役
- 新・ミナミの帝王〜裏切りの実印〜（2011年3月27日、関西テレビ） - 富永可菜子 役
- 警視庁鑑識課〜南原幹司の鑑定〜（2011年3月28日、TBS「月曜ゴールデン」） - 小山内春佳 役
  - 警視庁鑑識課〜南原幹司の鑑定2〜（2011年11月28日、TBS「月曜ゴールデン」） - 小山内春佳 役
  - 警視庁鑑識課〜南原幹司の鑑定3〜（2013年8月19日、TBS「月曜ゴールデン」） - 小山内春佳 役
- 浅見光彦シリーズ40「棄霊島」（2011年5月6日、7日、フジテレビ「金曜プレステージ」） - 宇津野ゆかり役
- 11文字の殺人（2011年6月10日、フジテレビ「東野圭吾3週連続スペシャル」） - 萩尾冬子役
- 外科医 鳩村周五郎8（2011年7月1日、フジテレビ「金曜プレステージ」） - 胡桃沢綾乃 役
- 司法教官・穂高美子（2011年9月3日、テレビ朝日「土曜ワイド劇場」） - 豊岡薫 役
- 光る壁画（2011年10月1日、テレビ朝日「オリンパスドラマスペシャル」） - 松浦安代 役
- 鬼平外伝 熊五郎の顔（2011年11月19日、BSスカパー、2012年2月11日、時専ch、松竹） - おたけ 役
- 推理作家・池加代子〜殺しのシナリオ〜（2012年5月18日、フジテレビ「金曜プレステージ」） - 池梨花 役
  - 推理作家・池加代子〜殺しの文学賞〜（2013年7月26日、フジテレビ「金曜プレステージ」） - 池梨花 役
- 灰色の虹（2012年5月19日、テレビ朝日「ドラマスペシャル」） - 河本由梨恵 役
- イロドリヒムラ 最終話「価値観」（2012年12月17日、TBS） - 西川カオリ 役
- ラスト・ディナー 第6夜「エール」（2013年4月13日、NHK BSプレミアム） - 主演・リエ 役
- ホゴカン 熱血保護司・村雨晃司の事件簿（2013年8月31日、テレビ朝日「土曜ワイド劇場」） - 立川晴香 役
- 強行犯係・魚住久江〜ドルチェ2（2013年11月15日、フジテレビ「金曜プレステージ」） - 吉沢明穂 役
- 監察医・篠宮葉月 死体は語る14（2014年1月8日、テレビ東京「水曜ミステリー9」） - 池下美由紀 役
- HAMU -公安警察の男-（2014年1月10日、フジテレビ「金曜プレステージ」新春特別企画）
- 刑事夫婦（2014年2月3日、TBS「月曜ゴールデン」） - 榎本美香 役
  - 刑事夫婦2（2016年3月7日、TBS「月曜ゴールデン」） - 榎本美香 役
  - 刑事夫婦3（2017年2月27日、TBS「月曜名作劇場」） - 榎本美香 役
- Friend-Ship Project 第11弾「15年目の同窓会」（2014年2月3日 - 19日、テレビ東京） - 戸田美和子 役
- 駐在刑事（2014年4月2日、テレビ東京「水曜ミステリー9」） - 小山初音 役
- ああ、ラブホテル 第1夜（2014年4月6日、WOWOW「大人番組リーグ2」） - 主演・聖美 役
- なぜ少女は記憶を失わなければならなかったのか?〜心の科学者・成海朔の挑戦〜（2014年10月1日、日本テレビ） - 瀬田亜唯子 役
- 全盲の僕が弁護士になった理由〜実話に基づく感動サスペンス!〜（2014年12月1日、TBS） - 安藤聡美 役
- 浅見光彦シリーズ51「中央構造帯」（2014年12月5日、フジテレビ「赤と黒のゲキジョー」） - 田中奈緒美 役
- 松本清張ミステリー時代劇 第2話「七種粥」（2015年4月14日、BSジャパン） - 主演・千勢 役
- 警視庁・捜査一課長〜ヒラから成り上がった最強の刑事!4（2015年5月23日、テレビ朝日「土曜ワイド劇場」） - 水嶋沙織 役
- 44歳のチアリーダー!!（2015年12月20日、NHK BSプレミアム） - 及川純 役[19]
- 再捜査刑事・片岡悠介9（2016年4月30日、テレビ朝日「土曜ワイド劇場」） - 関川朋美 役
- ミステリー作家・朝比奈耕作シリーズ「花咲村の惨劇」（2016年6月6日、TBS「月曜名作劇場」） - 花柳唯子 役
- 犯罪資料館 緋色冴子シリーズ「赤い博物館」（2016年8月29日、TBS「月曜名作劇場」） - 寺田朋子 役
- 山村美紗サスペンス・京都〜神戸プロポーズ殺人事件（2017年3月23日、テレビ朝日「ミステリースペシャル」） - 梅宮栞 役
- 西村京太郎トラベルミステリー67「箱根紅葉・登山鉄道の殺意」（2017年4月8日、テレビ朝日「土曜ワイド劇場」） - 井関ゆき 役
- ドラマ特別企画 西村京太郎サスペンス 十津川警部シリーズ6 日光・恋と裏切りの鬼怒川（2018年9月10日、TBS「月曜名作劇場」） - 高木亜木子 役
- 法医学教室の事件ファイル45（2018年11月18日、テレビ朝日「日曜プライム」） - 綾部千尋 役
- 私は代行屋!事件推理請負人5（2020年3月22日、テレビ朝日「日曜プライム」） - 杉浦瞳 役
- 刑事アフター5（2020年10月1日、テレビ朝日） - 広橋三菜子 役
- 東京地検の男（2021年3月24日、テレビ朝日） - 田所美香 役
- 西村京太郎トラベルミステリー・ファイナル「十津川警部のレクイエム」（2022年12月29日、テレビ朝日） - 木之内順子 役
- 天使の耳〜交通警察の夜（2023年3月20日、NHK BS4K） - 金沢絵美 役
- 看守の流儀（2025年6月21日、テレビ朝日） - ミカゲ 役[20]

#### 教育番組
- まんが日本史（1992年 - 1993年、NHK） - 研究生
- コレ誰!?偉人伝 ナニした!?大調査団 意外と知らない偉人を大調査!!（2016年11月12日、朝日放送） - 再現ドラマ「ロダンと花子」にて、花子役
- 短歌de胸キュン（2017年4月 - 2018年3月、NHK） - レギュラー
- NHK短歌（2018年4月 - 2023年3月、NHK） - 司会

#### 情報・バラエティ番組
- 恋する幸せスイーツ（2005年 - 2011年、BSフジ） - ナビゲーター
- 風になる（2003年 - 2006年、TBS） - ナレーション
- 101回目のベタポーズ（2006年、日本テレビ「くりぃむしちゅーのたりらリラ〜ン」内のドラマ） - ベタ美 役
- あっぱれ!!さんま新教授（2007年 - 2009年、フジテレビ） - 準レギュラー
- 元気家族テレビ となりのマエストロ（2009年 - 2010年、毎日放送） - 長女 役
- 女優力 第1話「舞台袖の女」（2010年1月9日、日本テレビ）
- グッとラック!（2020年 - 2021年、TBS） - 水曜レギュラーコメンテーター
- 東海 ドまんなか!（2025年1月31日、NHK名古屋放送局）- ゲスト[21][22]

### DVDドラマ
- 東京フレンズ（2005年、第1話） - 木内暁美 役
- Cherry Girl（2006年、倖田來未のアルバム「Black Cherry」DISC3 DVDに収録）
- pieces of love vol.2「わかばちゃん」（2008年） - 主演・わかば 役
- 月刊 星野真里 DVD（2009年、監督：デビッド春山、音楽：長谷川きよし）

### WEB配信ドラマ
- ラブ・コレ 東京Love Collection（2006年、GyaO） - 川野のりこ 役
- 魔法使いのLesson（2011年、NTTドコモ動画） - 主演・千歳 役
- 嘘まで愛して（2018年、ミオヤマザキTwitterドラマ第5弾） - 主演・水木日南子 役
- GHOSTTOWN Episode1～7(ノーカット完全版)（2019年、FODオリジナル連続ドラマ） - 山本夕夏 役
- 縦型連続ショートドラマ『崖』（2025年6月30日配信予定、スキドラ公式YouTube 他） - 藤永由美 役[23]

### 舞台
- サニー・コースト・セレナーデ 〜美鼻島小学校ビッグバンドの復活〜（1999年、泪目銀座） - 星野アカリ 役
- 卒業 THE GRADUATE（2004年） - エレーン 役
- お父さんの恋－Family Tale－（2005年、PARCO劇場＋サードステージ） - 深谷さおり 役
- サムシング・スイート（2007年、PARCO劇場） - 主演・水上香織 役
- 春子ブックセンター（2008年、シアターBRAVA!） - 馬場麗子 役
- ゼブラ（2009年、シアタークリエ） - 次女・奈央 役
- 晩秋（2009年、明治座） - 上原清子（若い時代） 役
- 博覧會〜世界は二人のために〜（2010年、PARCO劇場） - 蝶子 役
- ポテチ（2010年、こどもの城青山円形劇場） - 主演・大西若葉 役
- ニッポン無責任新世代（2011年、シアタークリエ） - 佐野愛子 役
- トリツカレ男（2012年、演劇集団キャラメルボックスによる上演、赤坂ACTシアター、名鉄ホール、サンケイホールブリーゼ） - ペチカ 役
- リンダリンダ（2012年、サードステージ（KOKAMI@network）による上演、紀伊國屋サザンシアター、森ノ宮ピロティホール、ももち文化センター）
- 幻の城〜戦国の美しき狂気〜（2015年、EX THEATER ROPPONGI） - 淀の方 役[24]
- 瀧廉太郎の友人、と知人とその他の諸々（2016年、青山一丁目・草月ホール） - フク 役[25]
- 剣豪将軍義輝（前編〜戦国に輝く清爽の星〜・2016年 / 後編〜星を継ぎし者たちへ〜・2017年、EXシアター） - 梅花 役[26]
- 熱血!ブラバン少女（2017年、博多座） - 生島聡美 役[27]
- 向日葵のかっちゃん（2017年、博品館劇場） - “かっちゃん”のお母さん 役
- 桃山ビート・トライブ（2017年、EX THEATER ROPPONGI） - 出雲のお国 役
  - 桃山ビート・トライブ〜再び、傾かん〜（再演、2019年、京都劇場・EXシアター六本木） - 出雲のお国 役
- タクフェス第6弾「あいあい傘」（2018年） - 主演・高島さつき 役
- 朗読劇 私の頭の中の消しゴム 12th Letter（2021年） - 薫 役
- 明治座7月純烈公演 第一部「ラブレターを取り返せ!」（2021年） - ローズ 役
- 新生!熱血ブラバン少女。（2024年） - 鈴江響 役[28][29]
- 揺れるはざまのトラベラーズ（2025年） - 須和芙美 役[30]

### ラジオドラマ
- FMシアター 「2233歳」（2013年3月16日、NHK-FM） - 森野真由子 役[31]

### オーディオエンターテインメント
- アレク氏2120 アナザーストーリー第8話（2020年11月、Amazon オーディオブック「Audible」） - 石川萌 役

### 朗読
- 「てんびんばかり」宮部みゆき著（2014年、NHKサービスセンターオーディオブック）

### CM・広告
- 大塚食品「ボンカレー」
- 常陽銀行
- ヤマハ「エレクトーン」
- 明治製菓「チョコレート」
- 東芝「情報通信機器」
- 日本コカ・コーラ「スプライト」
- ツクダオリジナル「Firstmamaシリーズ」「カラーリスト似顔絵電子手帳」「似顔絵電子手帳」
- ジョンソン&ジョンソン「ジャバ」
- 三洋電機「時短ビデオ」
- シャープ「液晶ビューカム」
- サンゲツ
- 日本ケンタッキーフライドチキン
- アリコジャパン（印刷媒体）
- 不二家「シュークリーム」
- コカ・コーラ「ときめきシリーズ ファーストキス」篇
- 東芝「ダイナブック」、「リブレット」（1999年11月 - 2000年10月）
- JR東海「X'mas Express2000」（2000年12月） - X'mas限定
- 資生堂「シーブリーズ」(2001年2月 - 2002年1月)
- 日本道路公団「中央道集中工事」（2001年9月 - 11月）
- 日清オイリオ「植物のチカラ」篇、「キッチン」篇、「自転車」篇（2002年4月 - 2005年3月）
- For-side.com「真里先生!!」篇、「マネキンファミリー」篇（2002年4月 - 2003年3月）
- KDDI au「キスしたくなる携帯電話」（フォトメール篇、ムービーメール篇）（2003年4月）
- CMのCMキャンペーン「会話のない家篇」「会議室篇」（2006年8月）
- ライオン「スマイルコンタクト クールフレッシュ」（超まばたき篇）、「スマイルコンタクト ドライテクト」（アレ篇）（2006年10月 - 2010年）
- レオパレス21「ペットと暮らす。レオパレス」篇（2007年4月 - 10月）
- 審理（2008年、最高裁判所企画・制作の広報映画） - 上原今日子 役
- NTT DoCoMo answer「社長と社員」篇（2008年5月 - 11月）
- 日本銀行広報ビデオ 日本銀行の役割（2008年）
- ニコレット（2010年）
- 消防試験研究センター 広報ポスター（2011年）
- セザンヌ化粧品 イメージモデル（2012年2月 - 2023年1月）、テレビCM（2019年7月 - 2023年1月）、ロイヤルアンバサダー（2023年1月 - ）
- サッポロビール「大地のZERO」（2012年4月 - 終了時期不明）

## 受賞歴
- 2001年
  - 第29回ザテレビジョンドラマアカデミー賞 主演女優賞（『新・星の金貨』）[32]
- 2002年
  - 第32回ザテレビジョンドラマアカデミー賞 助演女優賞（『3年B組金八先生 第6シリーズ』、『人にやさしく』）[33][34]
- 2006年
  - 第27回ナント三大陸映画祭 主演女優賞（『さよならみどりちゃん』）
- 2010年
  - 第24回高崎映画祭 最優秀助演女優賞（『空気人形』）

## 音楽

### シングル
1. ガラスの翼 〜星の金貨〜（2001年6月6日）
  - 作詞・作曲：松田博幸、編曲：山尾正人
2. 永遠の海 （2001年9月19日）
  - 作詞：坂元裕二、作曲：小室哲哉、編曲：Sin
  - 小室哲哉のソロシングル「永遠と名づけてデイドリーム」のカバー曲。坂元裕二によって歌詞の一部が女性の視点に改変された。
3. 丘の上の物語 （2002年6月26日）
  - 作詞：坂元裕二、作曲：谷脇仁美、編曲：志熊研三
4. カナシミノイロ （2002年11月13日）
  - 作詞：坂元裕二、作曲：オオヤギヒロオ、編曲：新川博

### アルバム
- ミニアルバム「WHITE ALBUM」（2001年12月5日）
- ベストアルバム「星野真里ベスト・コレクション〜 ガラスの翼」（2003年6月4日）

### DVD
- カナシミノイロ〜夢・夢のあと（2002年、監督：早川和良）　ユニバーサルミュージック

## 写真集
- 『初恋』（1999年5月、撮影：堤あおい、角川書店） ISBN 4-04-853073-9
- 『iO〜イオ〜 1996-2001』（2001年12月、撮影：野村誠一、ワニマガジン社） ISBN 4-89829-835-4
- 『月刊 星野真里』（2009年2月、撮影：藤代冥砂、新潮社） ISBN 978-4-10-790196-5

デジタル写真集
- 『WEEKLY星野真里スペシャル写真集 VERSUS!』（2007年3月、撮影：立木義浩、WPB-net）

## 著作
携帯サイト
- 「うたスキらいふ」にてコラム連載（2008年 - 2010年）

エッセイ
- 『星野真里の地味な生活』（2010年7月、朝日新聞出版） ISBN 978-4-02-250760-0
- 『ちょっと大人の京都あるき』（2012年9月、東京書籍） ISBN 978-4-487-80707-9

絵本
- 『じゅんびできた?』（文・星野真里、絵・くれよんカンパニー、2024年12月、双子のライオン堂出版部） ISBN 9784910144146